# Västra Strö församling
Västra Strö församling var en församling i Lunds stift och i Eslövs kommun. Församlingen uppgick 2002 i Östra Onsjö församling.

## Administrativ historik
Församlingen har medeltida ursprung. Före den 1 januari 1886 (ändring enligt beslut den 17 april 1885) var namnet Strö församling.
Församlingen var till och med 1946 annexförsamling i pastoratet Bosarp och (Västra) Strö. Från 1947 till och med 1961 annexförsamling i pastoratet Trollenäs, Bosarp och Västra Strö. Från 1962 till och med 2001 annexförsamling i pastoratet Stehag, Trollenäs, Bosarp och Västra Strö som från 1992 även omfattade Billinge församling. Församlingen uppgick 2002 i Östra Onsjö församling.

## Kyrkor
- Västra Strö kyrka